# Cleveland Indians (IHL)
Cleveland Indians byl profesionální americký klub ledního hokeje, který sídlil v Clevelandu ve státě Ohio. V letech 1929–1934 působil v profesionální soutěži International Hockey League. Indians ve své poslední sezóně v IHL skončily v základní části. Své domácí zápasy odehrával v hale Elysium Arena s kapacitou 2 000 diváků.
Zanikl v roce 1934 přejmenováním na Cleveland Falcons.

## Umístění v jednotlivých sezonách
Stručný přehled
Zdroj: 
- 1929–1934: International Hockey League

Jednotlivé ročníky
Zdroj: 
Legenda: Z - zápasy, V - výhry, VP - výhry v prodloužení, R - remízy, P - porážky, PP - porážky v prodloužení, VG - vstřelené góly, OG - obdržené góly, +/- - rozdíl skóre, B - body, KPW - Konference Prince z Walesu, CK - Campbellova konference, ZK - Západní konference, VK - Východní konference, fialové podbarvení - reorganizace, změna skupiny či soutěže
| USA / Kanada (1929 – 1934) |      |        |    |    |    |   |    |    |     |     |     |    |        |                              |
| Sezóny                     | Liga | Úroveň | Z  | V  | VP | R | PP | P  | VG  | OG  | +/- | B  | Pozice | Play-off                     |
| 1929/30                    | IHL  | –      | 42 | 24 | –  | 9 | –  | 9  | 125 | 78  | +47 | 57 | 1.     | Vítěz IHL                    |
| 1930/31                    | IHL  | –      | 48 | 24 | –  | 6 | –  | 18 | 131 | 112 | +19 | 54 | 3.     | 3. místo ve finálové skupině |
| 1931/32                    | IHL  | –      | 48 | 15 | –  | 8 | –  | 25 | 110 | 142 | -32 | 38 | 7.     | –                            |
| 1932/33                    | IHL  | –      | 42 | 10 | –  | 5 | –  | 27 | 100 | 147 | -47 | 25 | 5.     | –                            |
| 1933/34                    | IHL  | –      | 44 | 16 | –  | 4 | –  | 24 | 104 | 121 | -17 | 36 | 6.     | –                            |